# 蔓叶线
蔓叶线，有时又叫双蔓叶线是 Diocle 在公元前180年发现的曲线。

## 曲线方程
蔓叶线的标准曲线方程为：
{\displaystyle y^{2}={\frac {x^{3}}{2a-x}}}
其中a是常数。

## 轨迹定义
蔓叶线可以用轨迹定义出来。
假设 C1 和 C2 是两条曲线， O 是一个定点，一条经过 O 的直线 L 分别相交 C1 和 C2 于 A 和 B，则所有在 L 上的点 P 使得 AB = OP 的轨迹就是一条蔓叶线。

若 C1 为一个圆，C2 是圆的切线，O 是圆上的点且在切线的对面，那么 P 的轨迹就是本页顶的图像，称为「Diocle 蔓叶线」。

## 历史
这曲线的发现是为了解决倍立方问题。蔓叶线的英文名字「Cissoid」是曲线发现了100年后《Geminus》中出现的，意为「像常春藤的」。